# 于漪
于漪（1929年2月7日—），江苏镇江人，中国语文教育家，语文特级教师，中国共产党党员。上海市杨浦高级中学名誉校长、上海市教师学研究会名誉会长。她還曾是中华全国总工会候补执行委员、执行委员，上海市第七、八、九届人大常委会委员，上海市人民代表大会教育科学文化卫生委员会副主任委员。

## 生平
1951年，于漪毕业于复旦大学。毕业后先后在华东人民革命大学附设工农速成中学与上海市第二师范学校任教。起初于漪教中国历史，后改教语文。1978年被评为语文特级教师。1985年8月，于漪出任上海市第二师范学校校长。上海市第二师范学校改制成上海市楊浦高級中學後繼續在該校任教。後來擔任上海杨浦高级中学名誉校长。
2018年12月18日，在中共中央、国务院主持的改革开放四十周年大会上被授予改革先锋称号。2019年9月16日被授予“人民教育家”国家荣誉称号。
2020年9月5日，中華人民共和國教育部教师工作司、中共上海市教育卫生工作委员会、上海市教育委员会、中共杨浦区委和杨浦区人民政府在上海市杨浦高级中学建立于漪教育思想研究中心。
2022年10月，由上海教育电视台製作的100分钟于漪纪录片《大先生》上映。